# Llista de medallistes olímpics de ciclisme (dones)
Aquesta és una llista dels medallistes olímpics de ciclisme en categoria femenina:

## Medallistes

### Programa actual

#### Ciclisme en ruta

##### Ruta individual
| Edició              | Or                   | Argent               | Bronze               |
| 1984 Los Angeles    | Connie Carpenter     | Rebecca Twigg        | Sandra Schumacher    |
| 1988 Seül           | Monique Knol         | Jutta Niehaus        | Laima Zilporytė      |
| 1992 Barcelona      | Kathy Watt           | Jeannie Longo        | Monique Knol         |
| 1996 Atlanta        | Jeannie Longo        | Imelda Chiappa       | Clara Hughes         |
| 2000 Sydney         | Leontien van Moorsel | Hanka Kupfernagel    | Diana Žiliūtė        |
| 2004 Atenes         | Sara Carrigan        | Judith Arndt         | Olga Slyusareva      |
| 2008 Pequín         | Nicole Cooke         | Emma Johansson       | Tatiana Guderzo      |
| 2012 Londres        | Marianne Vos         | Lizzie Armitstead    | Olga Zabelinskaya    |
| 2016 Rio de Janeiro | Anna van der Breggen | Emma Johansson       | Elisa Longo Borghini |
| 2020 Tòquio         | Anna Kiesenhofer     | Annemiek van Vleuten | Elisa Longo Borghini |

##### Contrarellotge
| Edició              | Or                   | Argent            | Bronze               |
| 1996 Atlanta        | Zulfià Zabírova      | Jeannie Longo     | Clara Hughes         |
| 2000 Sydney         | Leontien van Moorsel | Mari Holden       | Jeannie Longo        |
| 2004 Atenes         | Leontien van Moorsel | Dede Barry        | Karin Thürig         |
| 2008 Pequín         | Kristin Armstrong    | Emma Pooley       | Karin Thürig         |
| 2012 Londres        | Kristin Armstrong    | Judith Arndt      | Olga Zabelinskaya    |
| 2016 Rio de Janeiro | Kristin Armstrong    | Olga Zabelinskaya | Anna van der Breggen |
| 2020 Tòquio         | Annemiek van Vleuten | Marlen Reusser    | Anna van der Breggen |

#### Ciclisme en pista

##### Keirin
| Edició              | Or                  | Argent          | Bronze          |
| 2012 Londres        | Victoria Pendleton  | Guo Shuang      | Lee Wai Sze     |
| 2016 Rio de Janeiro | Elis Ligtlee        | Becky James     | Anna Meares     |
| 2020 Tòquio         | Shanne Braspennincx | Ellesse Andrews | Lauriane Genest |

#### Madison
| Edició      | Or                                       | Argent                                   | Bronze                                   |
| 2020 Tòquio | Regne Unit Katie Archibald · Laura Kenny | Dinamarca Amalie Dideriksen · Julie Leth | ROCGulnaz Khatuntseva Maria Novolodskaya |

##### Òmnium
| Edició              | Or               | Argent        | Bronze            |
| 2012 Londres        | Laura Trott      | Sarah Hammer  | Annette Edmondson |
| 2016 Rio de Janeiro | Laura Trott      | Sarah Hammer  | Jolien D'Hoore    |
| 2020 Tòquio         | Jennifer Valente | Yumi Kajihara | Kirsten Wild      |

##### Persecució per equips
| Edició              | Or                                                                       | Argent                                                                     | Bronze                                                                                        |
| 2012 Londres        | Regne UnitDanielle King · Laura Trott · Joanna Rowsell                   | Estats UnitsSarah Hammer · Dotsie Bausch · Lauren Tamayo · Jennie Reed (q) | CanadàTara Whitten · Gillian Carleton · Jasmin Glaesser                                       |
| 2016 Rio de Janeiro | Regne UnitKatie Archibald · Laura Trott · Elinor Barker · Joanna Rowsell | Estats UnitsSarah Hammer · Kelly Catlin · Chloe Dygert · Jennifer Valente  | CanadàAllison Beveridge · Jasmin Glaesser · Kirsti Lay · Georgia Simmerling · Laura Brown (q) |
| 2020 Tòquio         | AlemanyaFranziska Brauße · Lisa Brennauer · Lisa Klein · Mieke Kröger    | Regne UnitKatie Archibald · Laura Kenny · Neah Evans · Josie Knight        | Estats UnitsChloé Dygert · Megan Jastrab · Jennifer Valente · Emma White                      |

##### Velocitat individual
| Edició              | Or                 | Argent             | Bronze         |
| 1988 Seül           | Erika Salumäe      | Christa Luding     | Connie Young   |
| 1992 Barcelona      | Erika Salumäe      | Annett Neumann     | Ingrid Haringa |
| 1996 Atlanta        | Félicia Ballanger  | Michelle Ferris    | Ingrid Haringa |
| 2000 Sydney         | Félicia Ballanger  | Oksana Grishina    | Iryna Yanovych |
| 2004 Atenes         | Lori-Ann Muenzer   | Tamilla Abassova   | Anna Meares    |
| 2008 Pequín         | Victoria Pendleton | Anna Meares        | Guo Shuang     |
| 2012 Londres        | Anna Meares        | Victoria Pendleton | Guo Shuang     |
| 2016 Rio de Janeiro | Kristina Vogel     | Becky James        | Katy Marchant  |
| 2020 Tòquio         | Kelsey Mitchell    | Olena Starikova    | Lee Wai-sze    |

##### Velocitat per equips
| Edició              | Or                                         | Argent                                    | Bronze                                  |
| 2012 Londres        | AlemanyaKristina Vogel · Miriam Welte      | R.P. de la XinaGong Jinjie · Guo Shuang   | AustràliaKaarle McCulloch · Anna Meares |
| 2016 Rio de Janeiro | R.P. de la XinaGong Jinjie · Zhong Tianshi | RússiaDària Xmeliova · Anastassia Vóinova | AlemanyaMiriam Welte · Kristina Vogel   |
| 2020 Tòquio         | R.P. de la XinaBao Shanju · Zhong Tianshi  | AlemanyaLea Friedrich · Emma Hinze        | ROCDaria Shmeleva Anastasia Voynova     |

#### Ciclisme de muntanya
| Edició              | Or              | Argent               | Bronze            |
| 1996 Atlanta        | Paola Pezzo     | Alison Sydor         | Susan DeMattei    |
| 2000 Sydney         | Paola Pezzo     | Barbara Blatter      | Margalida Fullana |
| 2004 Atenes         | Gunn-Rita Dahle | Marie-Helene Premont | Sabine Spitz      |
| 2008 Pequín         | Sabine Spitz    | Maja Włoszczowska    | Irina Kaléntieva  |
| 2012 Londres        | Julie Bresset   | Sabine Spitz         | Georgia Gould     |
| 2016 Rio de Janeiro | Jenny Rissveds  | Maja Włoszczowska    | Catharine Pendrel |
| 2020 Tòquio         | Jolanda Neff    | Sina Frei            | Linda Indergand   |

#### BMX

##### Freestyle
| Edició      | Or                    | Argent         | Bronze          |
| 2020 Tòquio | Charlotte Worthington | Hannah Roberts | Nikita Ducarroz |

##### Cursa
| 2008 Pequín         | Anne Chausson | Laëtitia Le Corguillé | Jill Kintner      |
| 2012 Londres        | Mariana Pajón | Sarah Walker          | Laura Smulders    |
| 2016 Rio de Janeiro | Mariana Pajón | Alise Post            | Stefany Hernández |
| 2020 Tòquio         | Beth Shriever | Mariana Pajón         | Merel Smulders    |

### Programa eliminat

#### Ciclisme en pista

##### 500 m. contrarellotge
| Edició      | Or                | Argent          | Bronze                |
| 2000 Sydney | Félicia Ballanger | Michelle Ferris | Cuihua Jiang          |
| 2004 Atenes | Anna Meares       | Jiang Yonghua   | Natàl·lia Tsilínskaia |

##### Persecució individual
| Edició         | Or                   | Argent            | Bronze               |
| 1992 Barcelona | Petra Rossner        | Kathy Watt        | Rebecca Twigg        |
| 1996 Atlanta   | Antonella Bellutti   | Marion Clignet    | Judith Arndt         |
| 2000 Sydney    | Leontien van Moorsel | Marion Clignet    | Yvonne McGregor      |
| 2004 Atenes    | Sarah Ulmer          | Katie MacTier     | Leontien van Moorsel |
| 2008 Pequín    | Rebecca Romero       | Wendy Houvenaghel | Léssia Kalitovska    |

##### Puntuació
| Edició       | Or                 | Argent               | Bronze             |
| 1996 Atlanta | Nathalie Lancien   | Ingrid Haringa       | Lucy Tyler-Sharman |
| 2000 Sydney  | Antonella Bellutti | Leontien van Moorsel | Olga Slyusareva    |
| 2004 Atenes  | Olga Slyusareva    | Belem Guerrero       | María Luisa Calle  |
| 2008 Pequín  | Marianne Vos       | Yoanka González      | Leire Olaberría    |